# Église des Croix de Foggia
Pour les articles homonymes, voir Église du Calvaire.
L'église des Croix, dite aussi église du Calvaire, est un des monuments  de la ville de Foggia dans la région des Pouilles.

## Description
La façade de l'église donne sur la piazza Sant’Eligio, place emblématique, qui du XVe siècle au début du XIXe siècle, est le point d'arrivée de l'important tratturo L'Aquila-Foggia et Celano-Foggia.
La construction de l'ensemble monumental remonte à 1693, et est érigée sur  le lieu où le père capucin  Antonio da Olivadi – à la suite d'une prédication - planta sept croix le long d'un parcours d'une procession pénitentielle. L'ensemble du site, très scénographique, est caractérisé à l'entrée par un arc de triomphe qui donne accès  à un pré où sont alignées - sur environ 200 mètres - cinq chapelles pour terminer par l'église située en fin de parcours. L'église est de style baroque tardif, avec deux chapelles latérales. Sur la voûte une grande toile représente une « Montée au Calvaire » de facture napolitaine. Sous l'édifice, la crypte aurait accueilli des réunions des Carbonari.